# Sanlúcar la Mayor
Sanlúcar la Mayor è un comune spagnolo di 12 749 abitanti situato nella comunità autonoma dell'Andalusia.